# فادودارا
ودودرا أو فدودرا هو تقسيم إداري لدولة الهند تتبع ولاية كجرات ، وكانت سابقاً تعرف ولاية بارودا ، مركزها هو مدينة فدودرا عدد سكانها حسب تعداد سنة 2001 هو 3,639,775 ، مساحتها 7,794 كم² وكثافة السكان 467 لكل كم² .

## أعلام
- إيفا دافيه
- جاكوب مارتن
- يوسف باتان
- عرفان باتان
- نيثرا راغورمان

## وصلات خارجية
- التعداد السكاني للهند
- الموقع الرسمي